# Стационе ди Фрасо (Латина)
Стационе ди Фрасо је насеље у Италији у округу Латина, региону Лацио.
Према процени из 2011. у насељу је живело 165 становника. Насеље се налази на надморској висини од 9 м.